# 斯塔羅卡西亞尼夫西克
47°57′47″N 36°7′45″E / 47.96306°N 36.12917°E
斯塔羅卡西亞尼夫西克（烏克蘭語：Старокасянівське），是烏克蘭的一个村落，位於該國中部第聶伯羅彼得羅夫斯克州，由波克羅夫西克區負責管轄，位於沃夫恰河左岸，距卡捷里尼夫卡及新斯克柳瓦捷分别为4公里和4.5公里，始建於1803年，面積0.29平方公里，海拔高度109米，2001年人口为41。